# شبكة فولتير
«شبكة فولتير» (بالفرنسية: Réseau Voltaire)‏ منبر صحافة بديلة ناقد لوسائل الإعلام السائدة، يرأسه تييري ميسان وهو صحفي فرنسي وزعيم حزب في اليسار المعتدل، ذاع صيته إثر تشكيكه في الرواية الرسمية لأحداث 11 سبتمبر 2001. تصدر الشبكة نشرة يومية مجانية باللغة الفرنسية، يتم ترجمتها بعد ذلك إلى أربع لغات هي: العربية والإسبانية والإنجليزية والروسية. وبتواز مع ذلك تصدر الشبكة ذاتها مجلة كل شهرين. موقع الشبكة متوفر في ثمان لغات هي الإيطالية والبرتغالية والبولندية إضافة إلى اللغات الخمس أعلاه. لا تقتصر الشبكة على معالجة الأخبار اليوميَّة، ويمتدُّ مجال اهتمامها إلى العلاقات الدولية. تتخذ الشبكة موقفاً معادياً من السياسة الخارجيَّة الأمريكيَّة.
أقدمت الشبكة في نوفمبر 2005 على تنظيم مؤتمر عالمي بغية إيجاد جبهة ثقافية لمواجهة سياسة المحافظين الجدد تحت مسمَّى محور من أجل السلام.

## خلافات
لقد أدى تحويل شبكة فولتير من جمعية فرنسية محدودة الأنشطة إلى منظمة عالمية إلى بروز خلافات بين مؤسسيها، إذ أن بعض الأعضاء رفضوا موقف الشبكة المعاد للسياسات الإسرائيلية. برز الخلاف مباشرة بعد استقبال السلطات الإيرانية وحزب الله على التوالي لوفد من شبكة فولتير. لتثار المسألة من جديد بتواز مع إصدار الشبكة لمقالات تدين فيها الاستعمال الممنهج لمصطلح معاداة السامية في وسائل الإعلام الفرنسية للطعن في سمعة عدد من الشخصيات، لينتهي الخلاف باستقالة أعضاء المجلس الإداري المؤيدين للسياسة الإسرائيلية بين عامي 2003 و2005.

## الأعضاء
يأوي موقع شبكة فولتير مجموعة وكالات أنباء وجرائد من بلدان أوروبا وأمريكا اللاتينية والعالم العربي.
- أندرياس فون بولوف

## وصلات خارجية
- الموقع باللغة العربية